# ФК Волфсбергер
ФК Волфсбергер је фудбалски клуб из Волфсберга, у Аустрији. 
Клуб је основан 1931. године. Традиционалне боје клуба су црна и плава. У сезони 2011/12. постаје члан Бундеслиге Аустрије. Домаће утакмице играју на стадиону Лавантал арена капацитета 7.300 места. Волфсбергер се квалификовао у групну фазу Лиге Европе 2019/20. по први пут у својој историји, пошто је завршио на трећем месту аустријске фудбалске Бундеслиге у сезони 2018/19.

## Успеси
- Друга лига Аустрије : 2011/12.

## ФК Волфсбергер у европским такмичењима
| Сезона  | Такмичење   | Коло            | Клуб              | Дом. | Гост | Укупно   |
| ------- | ----------- | --------------- | ----------------- | ---- | ---- | -------- |
| 2015/16 | Лига Европе | 2. коло кв.     | Шахтар Солигорск  | 2–0  | 1–0  | 3–0      |
| 2015/16 | Лига Европе | 3. коло кв.     | Борусија Дортмунд | 0–1  | 0–5  | 0–6      |
| 2019/20 | Лига Европе | Група Ј         | Рома              | 1–1  | 2–2  | 4. место |
| 2019/20 | Лига Европе | Група Ј         | Менхенгладбах     | 0–1  | 4–0  | 4. место |
| 2019/20 | Лига Европе | Група Ј         | Башакшехир        | 0–3  | 0–1  | 4. место |
| 2020/21 | Лига Европе | Група К         | ЦСКА Москва       | 1–1  | 1–0  | 2. место |
| 2020/21 | Лига Европе | Група К         | Динамо Загреб     | 0–3  | 0–1  | 2. место |
| 2020/21 | Лига Европе | Група К         | Фајенорд          | 1–0  | 4–1  | 2. место |
| 2020/21 | Лига Европе | шеснаест финале | Тотенхем          | 1–4  | 0–4  | 1–8      |